# Защищённая группа
Защищённая группа или защищённый класс в законодательстве ряда стран — категория лиц, подлежащих особой защите со стороны закона, политики компании, или иным образом. В США термин часто используется в области трудоустройства.
В случае, если дискриминация защищённой группы имеет место, единственный факт дискриминации может квалифицироваться как дискриминация по ряду признаков. Например, дискриминация, основанная на антисемитизме, может являться дискриминацией по религиозному признаку, либо дискриминацией по национальному происхождению, либо обоими одновременно.

## США
Федеральные законы США защищают индивидуумов от дискриминации или преследований, базирующихся на одном из девяти защищённых классов: пол, расовая принадлежность, возраст, инвалидность, цвет кожи, национальное происхождение, религия, и генетическая информация (добавлено в 2008 году).
Законы многих штатов также предоставляют определённым защищённым группам особую защиту от преследования или дискриминации; то же относится и к внутренним правилам многих компаний. Хотя федеральные законы не выдвигают таких требований, законы штатов и политики компаний могут также предохранять работников от преследования или дискриминации, основанных на семейном статусе или половой ориентации. Следующие параметры являются «защищёнными» согласно Федеральному анти-дискриминационному закону США:
- раса — согласно Закону о гражданских правах 1964 года
- религия — согласно Закону о гражданских правах 1964 года
- национальность — согласно Закону о гражданских правах 1964 года
- возраст (40 лет и старше) — согласно Закону о возрастной дискриминации при трудоустройстве 1967 года[англ.]
- биологический пол — согласно Закону о равенстве заработной платы 1963 года[англ.] и Закону о гражданских правах 1964 года
  - половая ориентация и гендерная идентичность — согласно судебному решению по делу Босток против графства Клейтон по Закону о гражданских правах 1964 года[2]
- беременность — согласно Закону о дискриминации по беременности[англ.]
- семейное положение — часть VIII Закону о гражданских правах 1968 года[англ.] запрещает дискриминацию по признаку обладания детьми, с исключением для домов престарелых. Этот закон также запрещает предоставлять преференции для имеющих детей.
- инвалидность — согласно Закону о реабилитации 1973 года[англ.] и Закону об американцах с ограниченными возможностями 1990 года[англ.]
- статус ветерана вооружённого конфликта — согласно Закону 1974 года о помощи ветеранам Вьетнама[англ.] и Закону о трудоустройстве и повторном трудоустройстве военнослужащих[англ.]
- генетическая информация — согласно Закону о недискриминации на основании генетической информации 2008 года[англ.]

Отдельные штаты могут создавать свои собственные классы для защиты в соответствии с законом штата.
Американские президенты также издавали указы, запрещавшие рассмотрение определённых атрибутов при принятии решений о трудоустройстве в Правительстве США и у его подрядчиков. К таковым относятся Указ президента США 11246 1969 года, Указ президента США 11478 1969 года, Указ президента США 13087 1998 года, Указ президента США 13279 2003 года и Указ президента США 13672 2014 года.